# Kienberg (Gemeinde Gaming)
Kienberg ist eine Ortschaft und eine Katastralgemeinde der Gemeinde Gaming im Bezirk Scheibbs in Niederösterreich.

## Geschichte
Am 20. Juni 1918 formierte sich in Kienberg breiter Protest gegen die Arbeitsbedingungen. Vor allem Arbeiter der Eisenwarenfabrik Heiser Jos. marschierten demonstrierend nach Scheibbs, wo sich zahlreiche Arbeiter aus Neubruck und Neustift den Protesten anschlossen.
Laut Adressbuch von Österreich waren im Jahr 1938 in der Ortsgemeinde Kienberg ein Bäcker, ein Fuhrwerker, ein Gastwirt, zwei Gemischtwarenhändler, ein Holzhändler, ein Konsumverein und einige Landwirte ansässig. Zudem gab es ein Elektrizitätswerk, ein Kaffeehaus, ein Hotel, ein Sägewerk und die Achsenfabrik Josef Heiser, die davor J. Winter's Sohn hieß.
Zwischen Juni und November 1944 wurden ungarische Juden, darunter auch Frauen und Kinder, in der Munitionsfabrik Josef Heiser als Zwangsarbeiter eingesetzt.

## Siedlungsentwicklung
Zum Jahreswechsel 1979/1980 befanden sich in der Katastralgemeinde Kienberg insgesamt 185 Bauflächen mit 62.197 m² und 90 Gärten auf 84.164 m², 1989/1990 gab es 228 Bauflächen. 1999/2000 war die Zahl der Bauflächen auf 451 angewachsen und 2009/2010 bestanden 258 Gebäude auf 465 Bauflächen.

## Öffentliche Einrichtungen
In Kienberg befindet sich ein Kindergarten.

## Bodennutzung
Die Katastralgemeinde ist forstwirtschaftlich geprägt. 192 Hektar wurden zum Jahreswechsel 1979/1980 landwirtschaftlich genutzt und 667 Hektar waren forstwirtschaftlich geführte Waldflächen. 1999/2000 wurde auf 172 Hektar Landwirtschaft betrieben und 678 Hektar waren als forstwirtschaftlich genutzte Flächen ausgewiesen. Ende 2018 waren 148 Hektar als landwirtschaftliche Flächen genutzt und Forstwirtschaft wurde auf 686 Hektar betrieben. Die durchschnittliche Bodenklimazahl von Kienberg beträgt 21,3 (Stand 2010).

## Sport
ASV Kienberg-Gaming
Der Allgemeine Sportverein Kienberg-Gaming, kurz ASV Kienberg-Gaming, wurde im Jahr 1946 gegründet, am 26. März 1946 beim NÖFV angemeldet und mit 8. Juli 1947 im Zentralen Vereinsregister eingetragen. Bereits davor gab es im Ort die von der Firma Heiser gesponserte Sportvereinigung Blau-Weiß Kienberg-Gaming. Die Vereinsgründer waren Franz Schoißwohl, Franz Teuretzbacher, Rupert Wieser und Karl Kowarzik. Das Vereinslokal des in den Klubfarben Blau-Weiß spielenden Klubs befand sich um das Jahr 1955 im Arbeiterheim Kienberg. Der Verein, der Mitglied des ASVÖ ist, verfügte um das Jahr 1955 neben einer Fußballsektion mit 60 gemeldeten Spielern auch über Sektionen für Schach, Volleyball, Tischtennis, Turnen, Motorsport, Wintersport und Leichtathletik. In den Jahren 1951 bis 1953 wurde eine Sportanlage mit einem Fassungsvermögen von 1000 Zuschauern errichtet. Der Klubvorstand bestand im Jahr 1955 aus den Präsidenten Johann Spieler und Johann Renz, den Obmännern Felix Teuretzbacher und Alois Spieler senior, dem Kassier Franz Weininger, der Schriftführerin Anna Hintersteiner und dem Sektionsleiter Rupert Wiesen. Als Fußballtrainer fungierte damals Karl Feichtinger und als Jugendleiter Franz Bogenreiter, während als Beisitzer Walter Wiesinger und Eduard Bachner im Amt waren. Im Kader der Kampfmannschaft, die in der 1. Klasse Ybbstal vertreten war, spielten 1955 Alfred Oismüller, Rudolf Huber, Engelberg Jahn, Franz Weininger, Fritz Oismüller, Oswald Fuchssteiner, Engelbert Teufl, Heinrich Hable, Alois Spieler junior, Rudolf Oismüller, Karl Schrammel, Hans Weininger, Erwin Dichler, Günther Glinserer, Felix Teuretzbacher, Hubert Koller, Franz Bogenreiter, Rudolf Pfaffenbichler und Richard Stroblmayer. In den Jahren 1949 und 1954 gewann die Kampfmannschaft die Meisterschaft der 2. Klasse Ybbstal.
Heute (Stand: 2025) trägt der Verein, der laut Vereinsregister den vollen Namen Allgemeiner Sportverein Worthington Kienberg-Gaming trägt und vom hier ansässigen Unternehmen Worthington Cylinders (Konzern: Worthington Industries) gesponsert wird, seine Heimspiele am örtlichen Sportplatz, der Worthington-Arena, aus. Der Sportplatz, der an der Urmannsaustraße – unterhalb der Erlauftal Straße – liegt, verfügt neben dem Hauptfeld auch über ein kleineres Nebenfeld sowie eine asphaltieren Bereich für die Stockschützen, die im Frühjahr 1970 als eigene Sektion gegründet worden war und über zwei Winter- und drei Sommermannschaften verfügt. Der Standort der Sportanlage hat sich seit der erstmaligen Errichtung (1951 bis 1953) nicht verändert. Das aktuelle Vereinsgebäude wurde – zusammen mit dem kleineren Nebengebäude für die Stockschützen – im Juli 2016 eröffnet. Die Fußballabteilung umfasst heute (Stand: 2025) eine Herren- und eine Reservemannschaft sowie fünf Mannschaften im Kinder- und Jugendbereich. Die Männer haben ihren Spielbetrieb aktuell (Stand: 2025) in der achtklassigen 2. Klasse Ybbstal.
ARBÖ Rad- und Kraftfahrerklub, Ortsgruppe Kienberg-Gaming
Zumindest noch in den 1950er Jahren existierte im Ort die Ortsgruppe Kienberg-Gaming des ARBÖ Rad- und Kraftfahrerklubs. Das Vereinsheim befand sich um das Jahr 1955 im Gasthof Rupert Schoißwohl im Ortsteil Pockau; Obmann war Josef Eisenhauer aus Kienberg 55 bei Gaming.